# Andrzej Piasek

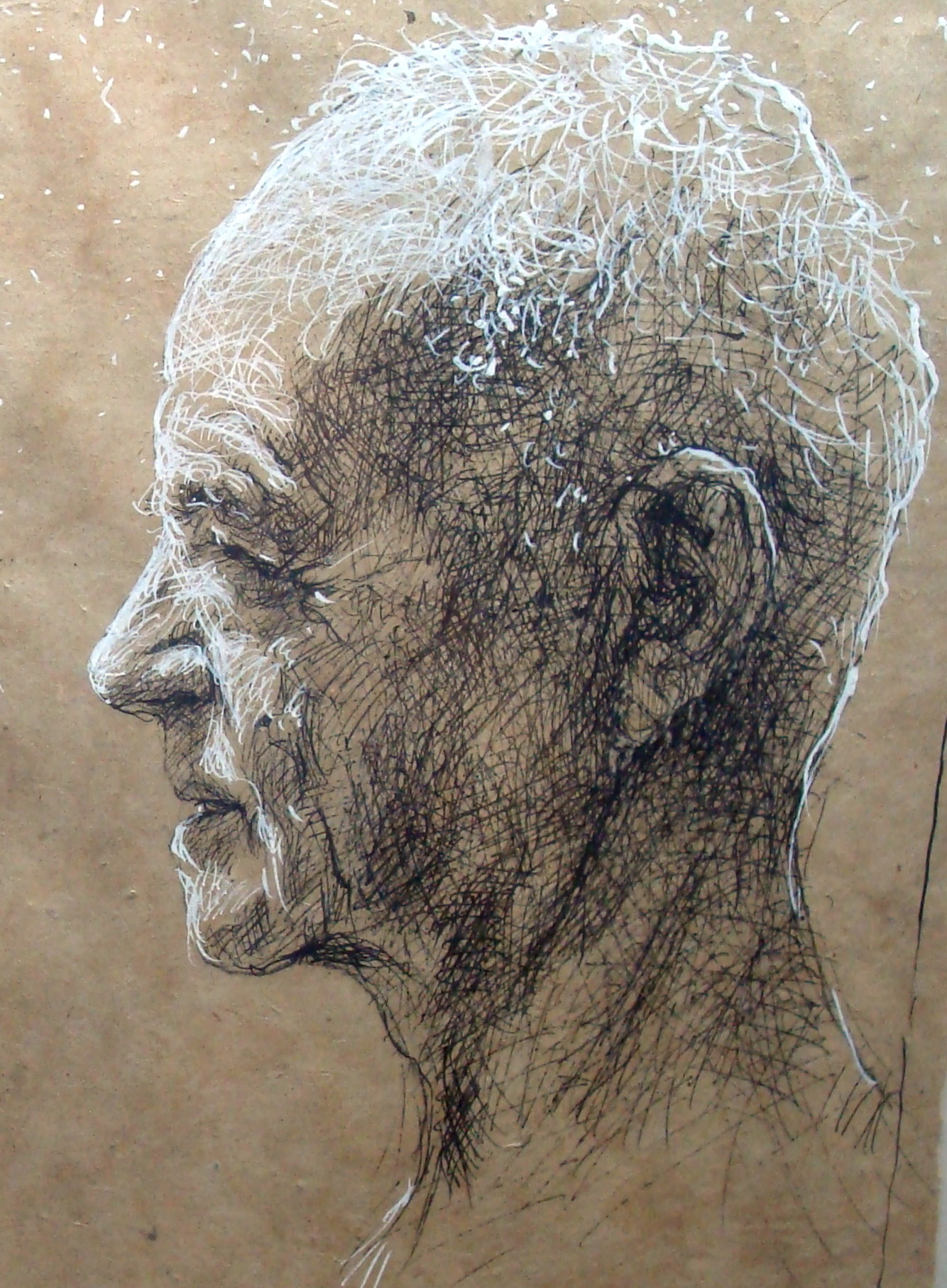
Andrzej Piasek: portret profilowy

Andrzej Piasek (ur. 30 września 1939 w Czarnej) – polski ekonomista, poeta.
Założyciel i pierwszy prezes Krynickiego Towarzystwa Kulturalnego im. J. Kiepury. Założyciel i pierwszy prezes Stowarzyszenie poetów Ziemi Brodnickiej „Wazówną czerpane”.

## Życiorys
Andrzej Piasek urodził się 30 września 1939 roku we wsi Czarnej. W 1979 ukończył studia na Wydziale Turystyki i Rekreacji AWF w Krakowie.
Przez większość życia był związany z Krynica-Zdrój, gdzie pracował w Funduszu Wczasów Pracowniczych, gdzie doszedł do stanowiska dyrektora regionu, któremu podlegały ośrodki w Beskidach.
14 maja 1986 z jego inicjatywy powstało Krynickie Towarzystwo Kulturalne im. Jana Kiepury, którego został pierwszym prezesem (1986-1995).
W 1993 bezskutecznie kandydował do Sejmu Rzeczypospolitej Polskiej II kadencji z ramienia Unii Pracy.
Po zakończeniu kariery zawodowej zajął się pisaniem opowiadań i poezji, opublikował 30 różnych tytułów. Jest również kolekcjonerem obrazów. O malarstwie opublikował książkę „Pasjonat malarstwa”, napisał również własną biografię „Niezliczone słowa wspomnień”.
W 2019 roku z jego inicjatywy powstało Stowarzyszenie Poetów Ziemi Brodnickiej „Wazówną czerpane”.

## Odznaczenia
- 1999: Krzyż Kawalerski  Orderu Odrodzenia Polski[9]
- 2005: Krzyż Oficerski Orderu Odrodzenia Polski[10]
- 2011: Złote Jabłka Sądeckie[11][12]
- 2023: Medal Burmistrza Brodnicy[13]

## Publikacje
Wydał tomiki poezji, które poruszają zagadnienia związane z ziemią krynicką, tradycjami świąt, urokiem kobiet, katastrofami itp. Jego twórczość jest wydawana przez Wąbrzeskie Zakłady Graficzne Spółka z o.o.. Pierwsze tomiki poezji ukazały się w Krynicy Zdrój w roku 2011.
- Brodnica wierszem malowana, ISBN 978-83-7826-164-3
- Wiersze obrazem pisane, ISBN 978-83-7826-168-1
- Matka Ziemia, ISBN 978-83-7826-169-8
- Krynico Zdrój! Tobie składam ukłon, ISBN 978-83-7826-329-6[2]
- Wiersze ubarwione fotografią, ISBN 978-83-7826-181-0
- Krynica Zdrój otoczona wierszem i obrazem, ISBN 978-83-7826-281-7
- Marzenia i tęsknota, ISBN 978-83-7826-187-2
- Krynica Zdrój wierszem malowana, ISBN 978-83-7826-197-1
- Kataklizmy Matki Ziemi, ISBN 978-83-7826-182-7
- Pasjonat malarstwa, ISBN 978-83-7826-208-4
- Ścieżki życia zapałem pisane, ISBN 978-83-7826-210-7
- Zakopane wierszem malowane, ISBN 978-83-7826-223-7
- Kraków ukazany obrazami, ISBN 978-83-7826-233-6
- Tradycja świat i obrzędów, ISBN 978-83-7826-289-3
- Dla ciebie Brodnico kwitną piękne Strelicje Królewskie, ISBN 978-83-7826-322-7
- Nowy Sącz otoczony słowem i obrazem, ISBN 978-83-7826-280-0
- Wdzięk jest przyczyną, ISBN 978-83-7826-302-9
- Sołectwa Krynicy Zdrój, ISBN 978-83-7826-330-2
- Bliskość człowieka z człowiekiem w Krynicy Zdrój, ISBN 978-83-7826-337-1
- Krynica Zdrój strofami poezji przeplatana, ISBN 978-83-7826-290-9
- Skalne Podhale, ISBN 978-83-7826-303-6
- Kłębowisko wyobraźni, ISBN 978-83-7826-326-5[2]
- Ścieżki życia zapałem pisane, ISBN 978-83-7826-210-7
- Dla ciebie Krynico kwitną piękne róże, ISBN 978-83-7826-300-5
- Niezliczone słowa wspomnień, ISBN 978-83-7826-304-3
- Obraz otoczony słowem, ISBN 978-83-7826-279-4
- Wspomnienia muzycznej Krynicy, ISBN 978-83-7826-301-2[14]